# Jørn Andersen
Jørn Andersen (Fredrikstad, 3 februari 1963) is een voormalig Noors voetballer, die speelde als aanvaller gedurende zijn carrière. Hij beëindigde zijn loopbaan in 2001 bij de Zwitserse club FC Locarno en stapte daarna het trainersvak in. Het grootste deel van zijn carrière speelde hij in Duitsland. In mei 2016 werd de Noor met de Duitse nationaliteit aangesteld als bondscoach van het gesloten communistische land Noord-Korea.

## Interlandcarrière
Andersen speelde in totaal 27 officiële interlands voor het Noors nationaal elftal en scoorde vijf keer voor zijn vaderland. Onder leiding van bondscoach Tor Røste Fossen maakte hij zijn debuut op 17 april 1985 in de vriendschappelijke wedstrijd in en tegen Oost-Duitsland (1-0). Hij viel in die wedstrijd na 72 minuten in voor André Krogsæter.

## Erelijst
Fredrikstad FK
- Beker van Noorwegen

1984